# Gustav von Roessler
Gustav von  Roessler  (* 15. Januar 1850 in Wiesbaden; † 5. April 1919 in Neu-Isenburg) war ein deutscher Komponist, Chorleiter und Musikdirektor am Frankfurter Stadttheater.

## Leben

### Herkunft und Familie
Gustav von Rößler wurde als Sohn des Wiesbadener Polizeidirektors und Amtmanns Albert Franz von Rößler und dessen Ehefrau Auguste Luise Lade (1819–1879) geboren und wuchs mit seinen Geschwistern Ludwig und Adalbert auf, die später beide als Maler bekannt wurden. 

### Wirken
Die Quellenlage gibt über den Ausbildungsweg des Gustav von Roessler keine Aufschlüsse. An der Frankfurter Oper war er spätestens seit 1882 als Korrepetitor tätig und wurde 1883 Musikdirektor am Franklfurter Stadttheater. Dieses Amt übte er bis 1898 aus und war im Anschluss daran bis 1915 Kapellmeister. In diesem Jahr trat er in den Ruhestand.
Als Musiker war er u. a. im Phiharmonischen Verein  aktiv.
Er verfasste zahlreiche Werke, von denen das Ballett Die Johannisnacht bei einer Aufführung in der Frankfurter Oper viel Beachtung fand. Der musikalische Teil erweckte durch seine hübschen und frischen Melodien Interesse.

### Werke (Auswahl)
- Zahlreiche Bühnenwerke (Opern und Singspiele)
- Schauspielmusik (1894 Das tapfere Schneiderlein, 1897 Weihnachtsspiel König Löwe, 1916 Das Heinzelmännchen)
- Zahlreiche Chöre und Lieder

### Ehrungen
- Ehrenmitglied des Männergesangverein Concordia Frankfurt